# Cupiennius vodou
Espèce
Cupiennius vodou est une espèce d'araignées aranéomorphes de la famille des Trechaleidae.

## Distribution
Cette espèce est endémique d'Haïti,. Elle se rencontre à Miragoâne.

## Description
Le mâle holotype mesure 23,68 mm et la femelle paratype 18,30 mm.

## Publication originale
- Brescovit & Polotow, 2005 : Taxonomic remarks on the genus Cupiennius Simon (Araneae, Ctenidae) and description of C. vodou sp. nov. from Haiti. Revista Brasileira de Zoologia, vol. 22, p. 771-774 (texte intégral).